# منطقة الحماية الخاصة

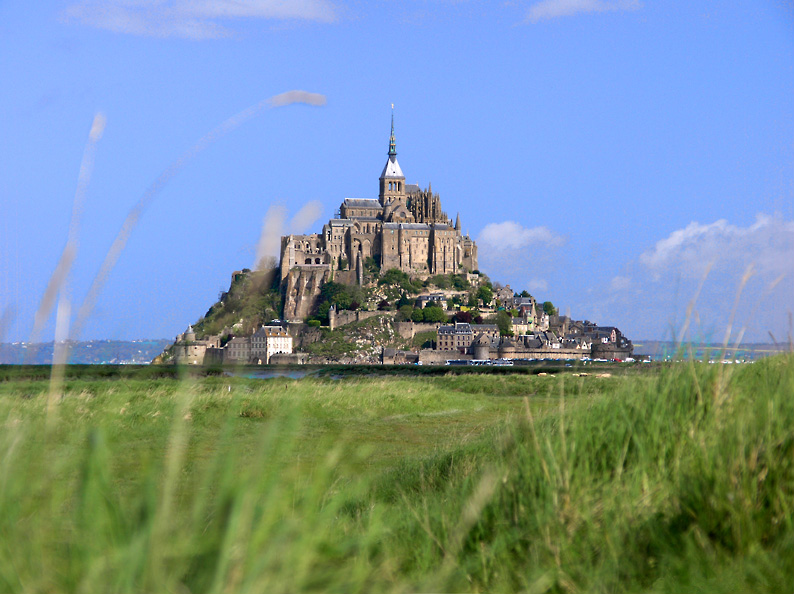

منطقة الحماية الخاصة (بالإنجليزية: Special Protection Area، اختصارًا SPA) هي تسمية بموجب توجيه الاتحاد الأوروبي بشأن الحفاظ على الطيور البرية. يقع على الدول الأعضاء في الاتحاد الأوروبي بموجب التوجيه واجب حماية موائل الطيور المهاجرة وبعض الطيور المهددة بشكل خاص. جنبا إلى جنب مع المناطق الخاصة للحفظ (SACs)، فإن منطقة الحماية الخاصة تشكل شبكة من المواقع المحمية عبر الاتحاد الأوروبي، تسمى ناتورا 2000. يحتوي كل منطقة حماية على رمز الاتحاد الأوروبي - على سبيل المثال ، يحتوي منطقة حماية ساحل نورفولك الشمالي على الرمز UK9009031.